# 赵林明
赵林明（1956年—），陕西原平人，汉族，中华人民共和国政治人物、第十一届全国人民代表大会河北地区代表。
毕业于华北水利水电学院水力发电动力工程专业。加入民盟，担任河北工程大学高教研究室主任。2008年起担任全国人大代表。